# EcoMatin
EcoMatin est un journal d'actualité et d'analyse économique et financière couvrant le Cameroun et l'Afrique centrale. 
Ayant son siège à Yaoundé, il est présent sur plusieurs supports : en ligne avec la publication sur son site internet et au format papier, avec le bihebdomadaire format tabloïd en kiosque tous les lundis et les mercredis, ainsi que les hors-série trimestriels format magazine.

## Modèle économique
EcoMatin est basé à Yaoundé au Cameroun. Il est édité par la société EICI. Il utilise trois supports dont ecomatin.net, un quotidien en ligne, un bihebdomadaire au format tabloïd et des hors-série trimestriels au format magazine. 

## Ligne éditoriale
EcoMatin est un journal d'actualité économique et financière au Cameroun et en Afrique centrale. 